# Karl Emanuel von der Weid

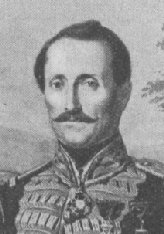
Karl Emanuel von der Weid

Karl Emanuel von der Weid (* Januar 1786 in Freiburg; † 10. März 1845 in Neapel) war ein Schweizer General und Politiker.

## Leben
Karl Emanuel von der Weid begann seine militärische Laufbahn 1802 als Freiwilliger im Stecklikrieg. Bereits im Folgejahr, 1803, wurde er Jäger der Ehrengarde an der Tagsatzung in Freiburg, 1804 Unterleutnant im Freikorps, 1805 Leutnant der Miliz. Obwohl seine Familie der französischen Herrschaft kritisch gegenüberstand trat er 1806 als Leutnant-Aide-Major in das 3. Schweizer Regiment im französischen Dienst ein und wurde 1808 Hauptmann. In der Schlacht bei Bailén geriet er 1808 in spanische Kriegsgefangenschaft. Als Kriegsgefangener war in Spanien, England und Schottland inhaftiert. Von dort entkam jedoch 1812 mit einem Kohleschiff. Seine Flucht führte ihn von Schweden über Dänemark und Deutschland zurück in seine Heimat. Er wurde 1813 zum Hauptmann-Aide-Major in der Freiburger Miliz, 1815 zum Major, dann zum Oberstleutnant und Bataillonskommandant befördert.
Von der Weid übernahm in der anschliessenden Friedenszeit 1817 das Amt eines Freiburger Grossrats. Dieses Amt behielt er bis 1831. Daneben wurde er 1817 Generalinspektor der Freiburger Miliz. Einen Namen machte er sich ausserdem als Reorganisator des kantonalen Militärs. Er wurde 1820 eidgenössischer Oberstleutnant sowie Mitglied der eidgenössischen Militärkommission. Seine Beförderung zum Oberst und Kommandant des 2. Schweizer Regiments in neapolitanischen Diensten erfolgte am 20. Februar 1826. Er stand in der Gunst des Königs Ferdinand II. und wurde 1832 Brigadegeneral. 1844 schliesslich erfolgte die Beförderung zum Maréchal de camp.
Von der Weid wurde in der Gruft der St. Ferdinandsbruderschaft in Neapel beigesetzt.

## Familie
Karl Emanuel von der Weid war der Sohn des François-Jaques-Philippe-Joseph von der Weid (1730–1801), Mitglied des Freiburger Kleinrats (Regierung), und der Marie-Anne Constance de Praroman (1743–?). Er wurde am 22. Januar 1786 in Freiburg geboren und katholisch getauft. 1815 heiratete Von der Weid Marie-Marguerite de Reyff (1785–1869) aus Cugy.
Eine Enkelin Von der Weids, Mathilde-Marguerite von der Weid (1852–1918), war mit dem Juristen Max de Diesbach (1851–1916) verheiratet.

## Ehrungen
- 1826 Ehrenlegion
- 1830 Orden des heiligen Ferdinand und des Verdienstes
- 1831 Ordre du Mérite militaire
- 1841 Konstantinischer St.-Georg-Orden